# ویش، مونته‌نگرو
ویش (به لاتین: Viš) یک منطقهٔ مسکونی در مونته‌نگرو است که در شهرداری دانیلوگراد واقع شده‌است. ویش ۱۲۵ نفر جمعیت دارد.